# Strzelanina w Cuers
Strzelanina w Cuers – strzelanina, do której doszło 24 września 1995 roku w miasteczku Cuers na południu Francji. Sprawcą masakry był 16-letni uczeń szkoły średniej Éric Borel.

## Sprawca
Sprawcą strzelaniny był 16-letni Éric Borel, syn Jacquesa Borela i Marie-Jeanne Parenti, którzy w chwili jego narodzin pracowali w wojsku. Éric był owocem krótkiego romansu rodziców. Po jego narodzinach, matka nie interesowała się losem chłopca, gdyż uważała go za owoc grzechu. Marie-Jeanne Parenti była ortodoksyjną katoliczką i aktywną działaczką nacjonalistycznego Frontu Narodowego. Przez pierwsze lata życia, Érica wychowali dziadkowie. Kobieta upomniała się o prawo do syna, gdy ten skończył 5 lat i wówczas zamieszkał z matką oraz ojczymem i przyrodnimi braćmi w Solliès-Pont. Éric systematycznie doświadczał ze strony matki przemocy fizycznej i psychicznej. W szkole, spragniony uwagi Éric kłamał na temat swojego osobistego życia kolegom - twierdził, że jego biologiczny ojciec jest bohaterem wojennym, który poległ podczas misji w Azji, a także przechwalał się licznymi romansami. Nauczyciele uważali go jednak za solidnego i zdyscyplinowanego ucznia. W ostatnich miesiącach przed strzelaniną, Éric zainteresował się strzelectwem. Trenował celność, strzelając z wiatrówki do napotkanych ptaków i zwierząt. 

## Przebieg
Masakra rozpoczęła się, kiedy sprawca zastrzelił trzech członków swojej rodziny – matkę, ojczyma oraz przyrodniego brata w mieszkaniu w Solliès-Pont. Następnie nastolatek, uzbrojony w karabin myśliwski, kij baseballowy i młotek, poszedł pieszo do oddalonego o 6 km miasteczka Cuers. O 7:15 zapukał do drzwi mieszkania swojego kolegi Alana Guillemette i zaproponował mu wspólną ucieczkę. Gdy ten odmówił, Borel zastrzelił go. Następnie wyszedł na ulice miasteczka i zaczął strzelać z karabinu do przypadkowo napotkanych ludzi. Strzelanina trwała kilkanaście minut. Gdy napastnik został otoczony przez przybyłą na miejsce policję, popełnił samobójstwo. Łącznie w Cuers zginęło 13 osób, w tym sprawca.

## Ofiary strzelaniny
1. Jean-Yves Bichet (lat 11)
2. Yves Bichet
3. Éric Borel (lat 16)
4. Marius Boudon (lat 59)
5. Andrée Coletta (lat 65)
6. Alan Guillemette (lat 17)
7. Rodolphe Incorvala (lat 59)
8. Jeanne Laugiero (lat 68)
9. Mohammed Maarad (lat 41)
10. Pierre Marigliano (lat 68)
11. Pascal Mostacchi (lat 15)
12. Denise Otto (lat 77)
13. Mario Pagani (lat 81)
14. Marie-Jeanne Parenti
15. André Touret (lat 62)
16. Ginette Vialette (lat 48)